# Geospace Dynamics Constellation
Geospace Dynamics Constellation ou GDC est une mission spatiale de l'agence spatiale américaine, la NASA, qui doit étudier l'ionosphère et la thermosphère terrestre. La mission, qui fait partie du programme Living With a Star, repose sur une constellation de satellites placés sur une orbite basse, dont le lancement est prévu vers 2027. Ces satellites, tous identiques, seront équipés de cinq instruments scientifiques permettant de recueillir des données sur les caractéristiques de la haute atmosphère terrestre. Celles-ci permettront de mieux comprendre sa dynamique et l'influence de la magnétosphère terrestre elle-même impactée par les fluctuations de l'énergie produite par le Soleil transmises par le vent solaire. Ce projet majeur de la NASA a un coût estimé fin 2022 de 1,4 milliard USD (lancement et opérations compris).

## Contexte

### Ionosphère et thermosphère
L'ionosphère et la thermosphère forment les couches supérieures de l'atmosphère terrestre au-dessus d'une altitude de 80 kilomètres. Elles sont au contact de l'espace interplanétaire. L'ionosphère est constituée de particules ionisées tandis que la thermosphère comprend des particules neutres. La densité de l'ionosphère atteint son pic à une altitude comprise entre 200 et 450 kilomètres. Au dessous d'une altitude de 100 kilomètres, l'atmosphère est contrôlée principalement par la dynamique de fluides neutres tandis qu'au-dessus de 200 kilomètres elle est fortement influencée par les forces électromagnétiques résultant des interactions entre le vent solaire et la magnétosphère terrestre. La dynamique des couches atmosphériques supérieures est à tout moment déterminée par l'équilibre entre d'une part les forces électromagnétiques, caractérisées par leur forte intensité et leur impact à très grande échelle, et d'autre part les forces produites par les couches basses de l'atmosphère influencées par les ondes gravitationnelles, planétaires et des marées qui modulent les changements globaux produits par les forces électromagnétiques. Cette tension permanente entre dynamique des fluides et électromagnétisme fait de cette partie de l'atmosphère une cible particulièrement importante pour les études scientifiques.

### Une mission fortement recommandée par la communauté scientifique américaine
En 2013, le rapport décennal consacré à la physique solaire et spatiale et rédigé par des représentants de la communauté scientifique américaine est publié. Le rapport émet des recommandations en matière de missions scientifiques qui sont généralement suivies par les organisations concernées. Parmi les projets proposés, figurent le développement par la NASA d'une mission consacrée à l'étude des couches supérieures de l'atmosphère dans le cadre de son programme Living With a Star. Ce programme  rassemble des missions spatiales ayant pour objectif d'étudier les interactions entre l'atmosphère terrestre et le Soleil. La mission baptisée GDC (Geospace Dynamics Constellation) consiste en une constellation de six satellites circulant sur une orbite basse circulaire polaire.

## Historique du projet
En 2018, une équipe est chargée par la NASA de détailler les objectifs scientifiques et les aspects techniques de la mission GDC. Début 2021, la NASA lance un appel à propositions pour la sélection des instruments qui seront embarqués à bord de la nouvelle mission GDC dont le lancement est prévue en 2027. En avril 2022, la NASA sélectionne les trois premiers instruments embarqués sur les satellites de la constellation GDC : CAPE qui mesure les particules chargées à haute énergie, AETHER une sonde de Langmuir mesurant la température et la densité des électrons et MoSAIC un spectromètre de masse qui mesure les vents de la thermosphère. En novembre 2022, un rapport d'évaluation réalisé à la demande de la NASA par un comité indépendant confirme que les objectifs de la mission répondent clairement aux objectifs fixés par le rapport décennal de 2013 ainsi qu'aux attentes de la communauté scientifique. Mais il souligne que le budget prévu - 1,4 milliard USD avec le lancement et la phase opérationnelle (gestion de la constellation et traitement/distribution/archivage des données) - est insuffisant pour pouvoir réaliser la mission (il manque 200 à 300 millions US$) et que dans tous les cas, le lancement ne pourra pas avoir lieu avant 2029. En janvier 2023, la NASA sélectionne les deux derniers instruments : TPS et NEMESIS.

## Objectifs
Les objectifs scientifiques de la mission sont :
- Comprendre comment la haute atmosphère terrestre (ionosphère et thermosphère) réagit aux variations du vent solaire et de la magnétosphère. À cet effet, la mission doit : 
  - Déterminer comment les phénomènes de convection du plasma aux latitudes élevées et les précipitations aurorales influent sur les vents de particules neutres dans la thermosphère.
  - Déterminer comment des régions de plasma cohérent localisées apparaissent et évoluent.
  - Déterminer comment les vents de particules neutres, les précipitations aurorales et les réchauffements provoqués par les collision influent sur les structures denses de particules neutres aux latitudes élevées.
- Comprendre comment les processus internes du système global ionosphère/thermosphère redistribuent les masses, les moments et les énergies. À cet effet, la mission doit : 
  - Déterminer l'importance relative des champs électriques pénétrants et des perturbations du vent solaire sur les variations de densité du plasma aux latitudes moyennes et basses durant les tempêtes géomagnétiques.
  - Déterminer les connexions entre le vent solaire et les variations de densité et de composition des particules neutres aux latitudes moyennes et basses durant les tempêtes géomagnétiques.
  - Déterminer comme les asymétries hémisphériques du champ magnétique terrestre, les changements saisonniers et la magnétosphère affectent le système global ionosphère/thermosphère.

## Caractéristiques des satellites
La mission repose sur une constellation de six satellites identiques équipés des mêmes instruments. Les satellites disposent d'une capacité de manœuvre suffisante leur permettant maintenir la formation sur leur orbite durant 5 ans(delta-V > 90 m/s).

## Instrumentation scientifique
Cinq instruments scientifiques sont embarqués sur chaque satellite :
- CAPE (Comprehensive Auroral Precipitation Experiment) est un instrument développé par le Centre de vol spatial Goddard qui mesure les particules chargées à haute énergie pénétrant dans les couches supérieures de l'atmosphère terrestre[4].
- AETHER (Atmospheric Electrodynamics probe for THERmal plasma) est un instrument développé par l'Université du Colorado. Cette sonde de Langmuir mesure la température et la densité des électrons et d'autres caractéristiques du plasma présent autour de la Terre dans le but de décrire la nature et la structure complexe de l'ionosphère en s'intéressant plus particulièrement à la compréhension des phénomènes influant sur la météorologie spatiale[4].
- MoSAIC (Modular Spectrometer for Atmosphere and Ionosphere Characterization) est un instrument développé par l'Université du Maryland qui mesure les vents de la thermosphère et la composition de l'ensemble thermosphère-ionosphère. Il s'agit d'un spectromètre de masse quadrupôle qui filtre les particules en fonction de leur masse pour permettre une analyse détaillée[4].
- TPS (Thermal Plasma Sensor) développé par l'Université du Texas à Dallas est un instrument mesurant le plasma à basse énergie. Cet instrument a déjà été embarqué sur d'autres missions de la NASA et d'autres agences spatiales. Cet instrument doit étudier trois caractéristiques de la structure et de la dynamique de la frontière entre l'atmosphère terrestre et l'espace que l'on désigne sous le terme de système ionosphère-thermosphère[6] :    
  - Les collisions qui couplent les flux de la thermosphère (particules neutres) et ceux de l'ionosphère (particules ionisées).
  - Le rôle des flux ionosphériques à grande échelle dans la génération des structures ionosphériques à petite échelle situées aux latitudes élevées.
  - Comment une structure de l'ionosphère située aux latitudes basses et moyennes est générée durant une phase d'activité géomagnétique.
- NEMISIS (Near Earth Magnetometer Instrument in a Small Integrated System) développé par l'Université du Michigan est un magnétomètre qui doit mesurer les perturbations du champ magnétique terrestre. Cet instrument, à la fois compact et sobre sur le plan de sa consommation électrique, utilise des composants qui ont déjà volé. NEMISIS doit tracer et étudier l'énergie électromagnétique transmise par la magnétosphère terrestre à la haute atmosphère. Il doit quantifier les variations de cette énergie dans le temps et dans l'espace et déterminer comment celle-ci influe et contrôle les dynamiques observées dans le système ionosphère/thermosphère[6].

## Déroulement de la mission
Les six satellites doivent être placés sur une orbite circulaire quasi polaire (inclinaison orbitale comprise entre 79 et 83°) à une altitude comprise entre 350 et 400 kilomètres. La durée initiale de la mission est de 36 mois dont 3 mois pour la phase initiale de vérification des systèmes.